# 功能和声
和聲功能理论是用來討論和弦與音級與主音之間關係的音樂理論。

## 和聲功能的定義
在音樂中的「功能」（和聲功能）是用來指涉和弦 與音級與主音的關係。功能和聲現今有兩個主要理論：
- 德國派理論由胡戈·里曼於 1893 年在他的著作《简明和声学》（Vereinfachte Harmonielehre） 中發表，之後很快得到國際上的成功（英文版與俄文版於 1896 年出版，法文版於 1899 年）[4]，理論中明確地使用了功能這個詞[5]。里曼描述了三種調性「功能」：主音、屬音、下屬音，分別用 T、D、S 來簡寫，這些和弦可以在任何調性音階中做多少少的調整[6]。這個理論與其後各種變形，至今存在於德語系國家、北歐、與東歐的和聲教學法。
- 維也納派的理論，主要特色是用羅馬數字代表和弦的主音音級，由 賽門·薛瑟、阿諾·荀白克、海因里希・申克與其他理論家發產成型[7]，在西歐與美國使用。這個理論的起源不僅僅是討論調性功能。它考慮了在和聲進行的背景中，和弦與主音的關係，通常是依照五度循環進行。和聲「功能」的描述在 1954 年，由荀白克的 Structural Functions of Harmony 書中，清楚的說明是在「單一調性」的背景下進行的和聲進行[8]。

這兩個理論都承襲自拉摩在 1722 年的著作 Traité d'harmonie 開始的基礎低音理論（fundamental bass theory）。即使功能和聲這個名詞在 1983 年前沒有出現過，但是這個概念無論明示或是暗示，都已經在這之前的許多理論著作裡面出現。早期理論家包含費替（Fétis, Traité complet de la théorie et de la pratique de l'harmonie, 1844）、 杜魯特（Durutte, Esthétique musicale, 1855）, 羅昆（Loquin, Notions élémentaires d'harmonie moderne, 1862）等等。
和聲功能的概念近來已被進一步延伸，並且用來翻譯古代的音樂概念，例如古希臘文的 ''dynamis''，或是中世紀拉丁文的 ''qualitas''。

## 概念的由來
和聲功能的概念來自理論家所謂的純律。人們瞭解到三個完全距離完全五度的三和弦，就可以組成大調音階的七個音：例如和弦 F-A-C、C-E-G、或是 G-B-D（下屬和弦、主和弦、屬和弦）三個和弦加在一起所有的音，就可以組成大調音階中的七個音。這三個和弦很快地就被當成大調中最重要的和弦，包括主和弦在中間，上面的屬和弦，以及下面的下屬和弦。
這種對稱的結構或許就是為什麼，由音階中第四個音級建立的和弦被稱為「下屬和弦」，因為它是「從主音往下的屬和弦」。這也是二元理論的由來，其中描述不只是純律音階來自對稱的結構，而且認為小調是大調的倒影。二元理論從16世紀以來就出現在文獻中。

## 德國功能和聲理論
「功能和聲」這個名詞由胡戈·里曼於他的著作《簡易和聲学》中提出。里曼的理論來自莫里茲・豪普德曼對於調性的辯證描述。里曼提出三種抽象的功能：主和弦、屬和弦（往上五度）、與下屬和弦（往下五度） 。他也認為小調音階是大調音階的倒影，所以屬和弦在大調是往上的五度，但是在小調應該是往下的五度；同樣的下屬和弦在大調是主和弦往下的五度（或是往上的四度），小調則是顛倒過來。
儘管他的理論很複雜，里曼的理論引起了很大的衝擊，尤其在德國有很大的影響力。其中一個以他的理論寫成的教科書是由赫曼・葛萊布納寫成。後來的德國理論家拋棄了里曼理論中最複雜的部分：大小調的二元理論，轉而認為無論大小調，屬和弦都是主音上的五度，下屬和弦是主音上的四度。

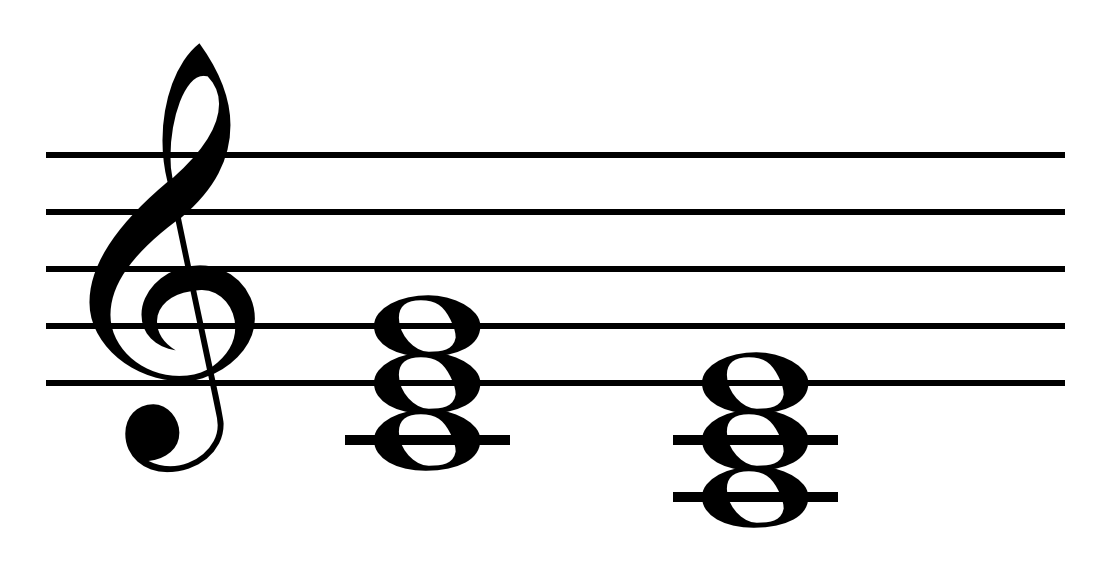
C大調的主和弦與關係 (德文是 平行, Tp) 和弦: CM and Am 和弦.

在莫特(英語：Diether de la Motte)的理論中，三種調性功能：主音、屬音、下屬音依序被簡寫為 T、D、S，這些字母在大調時使用大寫（T、D、S），小調時則使用小寫（t、d、s）。每一個功能原則上都有三個和弦可以符合：除了該音上的和弦之外，還有往上三度或往下三度的和弦，用額外附加的字母標示。字母 P 或是 p 標示該功能來自主和弦的關係和弦（德國稱作平行和弦 Parallel）：例如 Tp 就是大調主和弦的關係小三和弦（例如 C 大調中的 Am 和弦），tP 則是小調主和弦的關係大三和弦（例如 c 小調中的 E♭ 和弦）等等。其他與主要和弦距離三度的三和弦可以被標示為 G 或是 g（Gegenparallelklang 或 Gegenklang意思是「反關係」和弦），像是 tG 代表小調主和弦的反關係和弦（例如 C 小調中的 A♭ 和弦）。
三和弦與距離三度關係的和弦，實際上只有一個音是不同的，其他兩個音是共通音。而且，在調性音階上，三度關係的三和弦都在相反的屬性（大小三和弦）上。在簡單版本（無大小調，功能與音級都一樣）的理論中，所有和弦的音級與功能列在下表（小調的二級與大調的七級，減五度的和弦被視為沒有功能）。三級與六級和弦可以視為往上三度或往下三度的功能，但是其中一個功能比較少用，所以使用括號。
|      | 音級 | I | II | III       | IV  | V | VI        | VII |
| 功能 | 大調 | T | Sp | Dp / (Tg) | S<l | D | Tp / (Sg) |     |
| 功能 | 小調 | t |    | tP / (dG) | s   | d | sP / tG   | dP  |

在每一個情況下，和弦屬性標示在最後一個字母，例如大調二級的 Sp 標示二級小和弦是大調屬和弦的關係和弦。六級大和弦是唯一兩種功能：sP（小調下屬的關係和弦）與 tG（小調主音的反關係和弦）都一樣重要的和弦。其他的標示法（在此沒有討論）是用來標示變化和弦、非功能和弦、以及附屬和弦等等。七級在和聲序列（I–IV–VII–III–VI–II–V–I）有時會用羅馬數字標示，所以序列會被標示為 T–S–VII–Dp–Tp–Sp–D–T。

根據樊尚·丹第（1903)對里曼理論的總結如下：
1. 只有「一個和弦」，「完美的和弦」本身是和諧的，因為他本身會產生休息與平衡的感覺；
2. 這個和弦有兩個「不同的型態，大和弦與小和弦」取決於和弦是由大三度疊上小三度，或是小三度疊上大三度決定；
3. 這個和弦可以有「三種不同的調性功能：主和弦、屬和弦、或是下屬和弦」。

## 維也納音級理論

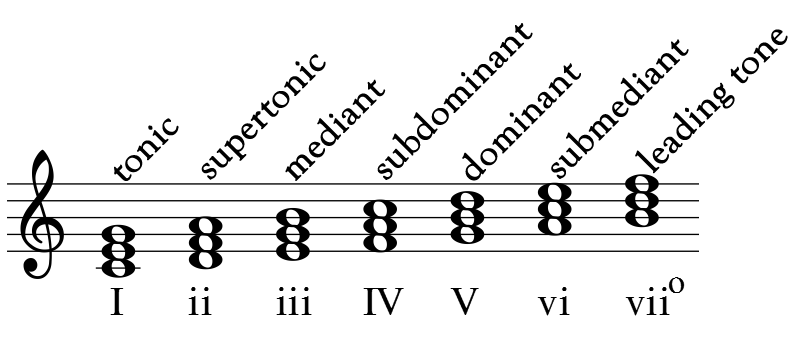
在 C 大調 的七個音級，以及相應的三和弦與 羅馬數字符號

相對來說，維也納的理論，所謂的「音級理論」（Stufentheorie），由賽門·薛瑟、海因里希・申克、阿諾·荀白克與其他理論家發產成型，認為每一個音級有特定的功能，並且藉由五度循環的關係與主音產生關聯；它著重於和聲進行而不是和弦的屬性。在美國普遍教授的樂理課中，一共有六或是七種和聲功能，取決於七級和弦是否被看作是一個獨立的和弦。
音級理論 強調七個音級各自獨立的性質. 此外, 與 德國功能理論強調主要的和聲進行模型是 I–IV–V–I， 音級理論 強調的是下行五度循環 I–IV–VII–III–VI–II–V–I.——Eytan Agmon

## 術語比較
下表比較了音级理论与功能理论在大調音階中的術語，在很多英文文献中，音級的名稱也被称作功能名稱，而且大小調都相同。
| 音級理论名稱           | 羅馬數字 | 功能理论德文名称                             | 功能理论德文名称的中文翻譯 | 德文簡寫            |
| ---------------------- | -------- | -------------------------------------------- | -------------------------- | ------------------- |
| 主和弦Tonic            | I        | Tonika                                       | 主                         | T                   |
| 上主和弦Supertonic     | ii       | Subdominantparallele                         | 下属平行                   | Sp                  |
| 中音和弦Mediant        | iii      | Dominantparallele 或 Tonikagegenparallele    | 属平行 或 主反平行         | Dp/Tg               |
| 下屬和弦Subdominant    | IV       | Subdominante                                 | 下属                       | S                   |
| 屬和弦Dominant         | V        | Dominante                                    | 属                         | D                   |
| 下中音和弦Submediant   | vi       | Tonikaparallele 或 Subdominantgegenparallele | 主平行 或 下属反平行       | Tp                  |
| 導音和弦Leading (note) | vii°     | verkürzter Dominantseptakkord                | 不完全的属七和弦           | 被斜线划过的D7 (Đ7) |

注意 ii、iii、以及 vi 級和弦是小寫代表它們是小和弦；vii° 的上标圆圈表示這個和弦是減三和弦。
有些人一開始可能會排斥表面上過度理論化的德國和聲學，希望可以在黎曼的功能和聲理論，比較舊的音級理論，或是所謂的線性理論之間做出一個，可以一勞永逸的選擇，或者可能認為所謂的線性理論已經解決了所有早期的爭端。然而，這種對立理論之間的持續衝突，以及隨之而來的不確定性和複雜性，具有特殊的優點。 特別是，講英語的學生可能錯誤地認為他或她正在學習的和聲「就是如此」，同時德國學生會面臨很顯然是理論構造的問題，必須相應地處理它們。——Robert O. Gjerdingen
評價美國出版的和聲理論，威廉・卡普蘭寫道：
大多數北美的教科書都用根音的音級來標示每一個和弦。... 然而許多裡論家暸解羅馬數字不見得可以完整定義這七種和弦的分別，然後他們就把和聲分類成三個組別：主和弦、屬和弦、與下屬和弦。
1. 主和弦包括 I 與 VI 級和弦與各種轉位。
2. 屬和弦包括 V 與 VII 級和弦與各種轉位，III 級和弦在某些時候，可以視作屬和弦的替代和弦（像是 V–III–VI 的和聲進行）。
3. 前屬和弦包含了比較廣泛的和弦: IV, II, ♭II, 重屬和弦 (像是 V7/V）, 以及各種增六和弦。 ... 近代北美的功能和聲學，保留了黎曼對主和弦與屬和弦的分類，但是通常將「下屬和弦」的功能重新概念化，變成一種什麼都包的前屬和弦功能

卡普蘭進一步解釋，前屬和弦一共有兩種型態“一種是建立在低音是音階四級音上的和弦，另一種是從屬和弦衍生出來的和弦 (V/V)”。第一種包括 IV、II6 與 ♭II6，以及其它的轉位，例如 IV6 或 ♭II。第二種是以升四級（♯）功能作為屬和弦的導音：VII7/V、 V6V，或是三種增六和弦。

## 反對意見
在 Kirnberger  1771 年的著作 Die Kunst des reinen Satzes in der Musik 中，包含一封 CPE・巴赫 寫給他的信。信中寫道（Pt. II第3節，第188頁）：「你可以宣佈我和我已故父親的基本原則，與拉摩的基本原則相悖。」。即使該理論已成為當時大多數和聲學著作的基礎，在 CPE・巴赫 的著作 Versuch über die wahre Art das Clavier zu spielen 中，一次也沒有提到拉摩的和聲理論，好像它完全不存在。
和聲的理論與實作研究，從一開始就是兩個分支的研究系統，兩者有各自的歷史來源。和聲理論是來自古代哲學對於音樂結構與調性的數學模型猜想，而和聲的實作來自數字低音，以及在 18 世紀之後的技術衍伸。拉摩的和聲學開始在物理學上找到和聲理論的基礎，而相對的，里曼卻是以一種辯證的哲學思維，來思考音階與調性的對稱性，但是這兩者都與和聲的實作沒有關聯。即使如此，功能和聲理論，至今從來沒有找到小調和弦上的物理與聲學解釋。由於功能和聲理論與作曲實踐的分離，它也無法對於「作曲家如何作曲」的過程提出解釋。
總而言之，和聲學在史上最重要的分界點是19世紀初它與當代作曲實踐的分離，這一發展與和聲分析與機構化音樂陪訓的興起，即興教材的衰落和西方音樂規條的鞏固大致相吻合。這種分離的第一階段是以一種編造的學術和理論方法，成為基本作曲的訓練；第二個階段，在一個世紀後，試圖透過將和聲知識重新定位，以及發展針對古典曲目的分析，來克服第一階段的侷限性，以及對於脫離調性音階的半音和弦時，不足的解釋力。——理查德·科恩（Richard Cohn）

## 延伸閱讀
- Imig, Renate (1970). System der Funktionsbezeichnung in den Harmonielehren seit Hugo Riemann. Düsseldorf: Gesellschaft zur Förderung der systematischen Musikwissenschaft. [German]
- Rehding, Alexander: Hugo Riemann and the Birth of Modern Musical Thought (New Perspectives in Music History and Criticism). Cambridge University Press (2003). ISBN 978-0-521-82073-8.
- Riemann, Hugo: Vereinfachte Harmonielehre, oder die Lehre von den tonalen Funktionen der Akkorde (1893). ASIN: B0017UOATO.
- Schoenberg, Arnold: Structural Functions of Harmony. W.W.Norton & Co. (1954, 1969) ISBN 978-0-393-00478-6, ISBN 978-0-393-02089-2.

## 外部連結
- Unlocking the Mysteries of Diatonic Harmony （页面存档备份，存于） www.artofcomposing.com
- Example of Music theory course description from Juilliard: "Principles of harmony" (Archive from 24 November 2010, accessed 28 May 2013).